# AFL-NFL egyesülése
Az 1970-es AFL-NFL egyesülés volt a két amerikaifutball-liga egyesülése az Egyesült Államokban: a National Football League (NFL) és az American Football League (AFL). Ez a két liga között létrejött háborúnak az eredménye volt. Az egyesülés kikövezte az utat egy kombinált liga felé, ami megtartotta a "National Football League" nevet és logót, hogy a világ egyik legnépszerűbb és legerőteljesebb ligájává váljon. Ezt az eseményt sokan a modern profi amerikaifutball kialakulásának kezdetének tartják.

## Háttér
1920-as létrehozása után, az NFL több rivális ligát elhárított. 1960 előtt a legfontosabb rivális az All-America Football Conference (AAFC) volt, ami 1946-ban alakult. Az AAFC és az NFL sokban különbözött, és az AAFC örökös bajnokát – a Cleveland Browns – tekintették a profi futball legjobb csapatának.
Azonban az AAFC szegény pénzügyi helyzete miatt, az 1949-es szezon után feloszlott. A csapatai közül három, a Baltimore Colts eredeti csapata, plusz a Cleveland Browns és a San Francisco 49ers, 1950-ben beolvadt az NFL-be. A ligát a holtidény alatt National-American Football League-nek hívták, de az 1950-es szezon kezdetekor visszatértek az eredeti National Football League névhez.

### Az AFL felbukkanása
Miután az NFL elnyelte az AAFC-t, 1960-ig nem volt riválisa. Lamar Hunt, az olajmilliomos H. L. Hunt fia sikertelen kísérleteket tett arra, hogy résztulajdonos legyen egy NFL csapatban, kigondolta egy rivális liga ötletét, az American Football League-et. A ligát csapatok alapították, nyolc amerikai városból: Boston Patriots, Buffalo Bills, New York Titans, Houston Oilers, Dallas Texans, Denver Broncos, Oakland Raiders és a Los Angeles Chargers.
Bár engedtek néhány színes bőrű játékost játszani, az NFL fenntartott egy íratlan kvótarendszert, és azokat a kicsi főiskolákat hagyta figyelmen kívül, amik ugrottak, hogy elszállásolják a "GI Bill" diákok rohamát a II. világháború után. Az ilyen kicsi főiskolák tanulói főként színes bőrűek voltak, így az NFL sok fiatal futball tehetséget hagyott figyelmen kívül.
Az AFL sztárokat szerződtetett ezekből a kicsi főiskolákból, mint például Elbert Dubenion (Bluffton), Lionel Taylor (New Mexico Highlands), Tom Sestak (McNeese State), Charlie Tolar és Charlie Hennigan (Northwestern State of Louisiana), Abner Haynes (North Texas State), és még rengetegen. Nagyobb iskolákból például az LSU-i Heisman Trófea nyertes Billy Cannon, az arkansasiról Lance Alworth, Notre Dame-iról Daryle Lamonica, kansasiról John Hadl, alabamairól Joe Namath, és még sorolhatnánk. Az AFL volt NFL játékosokat, úgynevezett "NFL selejteket" is szerződtetett, akik nem lehettek szupersztárok és az NFL-ben elértéktelenedtek. Közülük néhányan: Jack Kemp, Babe Parilli, Ron McDole, Art Powell, John Tracey, George Blanda, Don Maynard és Len Dawson.
Az AFL olyan irányelveket és szabályokat alkalmazott, amik a mai profi futball alapját képezik:
- A két-pontos kísérlet (hasonló a főiskolai szabályhoz)
- Hivatalos óra az eredménykijelzőn
- Játékosok nevei a mezeiken
- Egy hálózati televíziós csomag a mérkőzésekhez, először az ABC-n majd az NBC-n
- Részesedés a televíziós jövedelmekből a hazai és vendég csapatoknak

Az NFL-ben nem volt jellemző az alkalmazása egyiknek sem, mielőtt az American Football League létrejött. Továbbá az AFL hosszú passzokkal és ellentétekkel játszott nyílt játékokat; és színes egyenruhákat, csapatlogókat és pályadíszítést hirdetett.

### Háború a két liga között
Az NFL először nem vette figyelembe az AFL-t és nyolc csapatát. Úgy gondolták, hogy az AFL-ben csak az NFL selejtjei fognak játszani, és a szurkolók nem fogják azt nézni, ha nézhetik az igazit is. De ellenben az NFL korábbi riválisaival, az AFL képes volt fennmaradni és növekedni. Miután az AFL Los Angeles-i csapata San Diegóba és a dallasi Kansas Citybe költözött, megkezdődött a liga virágkora. A New York-i csapat (később Jets) hatalmas tömegeket vonzott, amit az irányító Joe Namath is elősegített. Namath és a New York elfogadtak egy 427 ezer dolláros szerződést, ami akkoriban teljesen példátlan volt. És 1965-ig az NBC 36 millió dollárt fizetett az AFL-nek a meccsek közvetítési jogáért. Így a liga biztos pénzügyi alapokon állt.
Ahogy fokozódott a rivalizálás a két liga között, mindkettő "piszkos trükkökhöz" folyamodott a játékosok szerződtetéséhez, és az úgynevezett "bébi ülj le" módszerhez, hogy a jövendőbeli draftolásokat távol tartsa a másik liga képviselőitől. A két liga belépett egy erős licit-háborúba a legjobb főiskolai reménységekért.
Az erős verseny miatt a csapatok gyakran draftoltak olyan játékosokat, akikről azt gondolták, hogy könnyen szerződtethetik őket, miközben figyelmen kívül hagyták a legjobbakat. Például a Heisman Trófea nyertes running backet, Mike Garrettet nem egy NFL csapat draftolta, ahogy várták az 1966-os drafton, hanem a 20. körben az AFL csapata, a Kansas City Chiefs. Azonban Garrett meglepően kerülte az NFL-t és leszerződött a Kansas Cityhez.
Ezalatt a két liga 7 millió dollárt költött az 1996-os drafton.

## Az egyesülési megállapodás
Az intenzív rivalizálás komoly egyesülési tárgyalásokhoz vezetett a két liga között. 1966. június 8-án elfogadták az egyesülési megállapodást, ami a következőket tartalmazta:
- A két liga összeolvad egy 24 csapatból álló ligává, ami 1969-ben 26-ra, majd 1970-ben 28-ra növekedett.
- Mindegyik csapat megmarad, és egyiket sem költöztetik el a központi városuk területéről.
- Az AFL "kártéríti" azokat az NFL csapatokat, akik megosztották a piacot az AFL csapatokkal. Eszerint a New York Giants kifizetést kapna a New York Jets-től, illetve a San Francisco 49ers az Oakland Raiders-től.
- Mindkét liga tart egy "közös draftot" a főiskolai játékosoknak, így zárják le a háborút a két liga között a legjobb játékosokért.
- 1969-ig, amíg a két liga külön játszik, AFL-NFL World Championship Game-et, ahol a két liga bajnokcsapata mérkőzik meg egymással, 1967 januárjától. (Ezt a játékot nevezték el később Super Bowlnak.)
- A két liga hivatalosan 1970-ben válik eggyé, ahol két konferenciában mérkőznek meg majd a csapatok. Az egyesült liga a National Football League nevet fogja viselni. Az AFL történelme és eredményei a régi ligához fognak tartozni, a neve és a logója használaton kívülre helyeződik.